# Lý Vệ làm quan
Lý Vệ làm quan (李衛當官) là một phim truyền hình nhiều tập do Trung Quốc, nói về cuộc đời của Lý Vệ, một viên quan mù chữ nhưng có tài nổi tiếng trong thế kỉ XVIII thời nhà Thanh.
Bộ phim đạt được nhiều thành công về mặt doanh thu và là phim đầu tiên trong bộ ba phim nói về nhân vật Lý Vệ, hai phim còn lại là Lý Vệ làm quan 2 (2004) và Lý Vệ từ quan (2005).
Lý Vệ làm quan được xem là "ngoại truyện" của Vương triều Ung Chính, hầu hết các diễn viên chính của Vương triều Ung Chính đều tái xuất trong Lý Vệ làm quan. Tuy nhiên, trong khi Vương triều Ung Chính cố bám sát lịch sử, Lý Vệ làm quan nhiều phần hư cấu và mang tính hài hước.
Phim khởi quay vào tháng 10 năm 2000 ở Bắc Kinh, bắt đầu phát sóng ở Đài Loan vào tháng 8 năm 2001 và được phát sóng ở nhiều đài truyền hình tại Cộng hòa Nhân dân Trung Hoa. Bộ phim đã làm nên danh tiếng cho Từ Tranh và Trần Hảo, các diễn viên thủ hai vai chính là Lý Vệ và Nhạc Tứ Doanh. Từ Tranh được khán giả phong tặng danh hiệu "vua phim cười" (喜剧新人王) và được so sánh với danh hài Trương Vệ Kiện. Còn danh tiếng của Trần Hảo lên như diều nhờ bộ phim.

## Diễn viên
- Từ Tranh trong vai Lý Vệ
- Trần Hảo trong vai Nhạc Tứ Doanh
- Đường Quốc Cường trong vai Tứ a ca Dận Chân
- Tiêu Hoảng trong vai vua Khang Hi